# Bandiera della Repubblica Centrafricana
La bandiera della Repubblica Centrafricana è stata adottata il 1º dicembre 1958.

## Storia e descrizione
Essa è composta da quattro bande orizzontali in blu, bianco, verde e giallo (partendo dall'alto), e da una banda verticale rossa che attraversa la bandiera a metà della lunghezza. Sulla banda orizzontale blu, dalla parte del pennone, è presente una stella gialla a cinque punte. La bandiera venne disegnata da Barthélemy Boganda, il primo presidente del territorio autonomo di Ubangi-Sciari, che era convinto che "Francia e Africa dovessero marciare assieme". Per questo combinò il rosso, bianco e blu del tricolore francese e i colori panafricani etiopici (rosso, giallo e verde). Il rosso simboleggia il sangue del popolo, versato per ottenere l'indipendenza, e che è disposto a versare per proteggere la nazione. Il blu rappresenta il cielo e la libertà. Il bianco rappresenta la pace e la dignità. Il verde simboleggia speranza e fede. Infine il giallo rappresenta la tolleranza.
Tra il 1976 e il 1979, a seguito della trasformazione in senso monarchico dello stato voluta da Jean-Bedel Bokassa, la bandiera, senza alcuna modifica, fu il vessillo dell'Impero Centrafricano.

## Bandiere storiche

Bandiera della Francia, utilizzata durante il dominio coloniale dell'Ubangi-Sciari dal 1903 al 1960
Bandiera proposta per l'Impero Centrafricano (1976)
Stendardo imperiale di Bokassa I (1976-1979)